# Santa Teresa (Juan Rodríguez de Carmona)
Santa Teresa es una talla realizada por Juan Rodríguez de Carmona hacia 1682. Está ubicada en la Iglesia de San Juan de Ávila (Castilla y León, España).

## Historia

### Contexto
Santa Teresa de Jesús adquirió gran relevancia tras su canonización por parte del papa Gregorio XV el 12 de marzo de 1622; este hecho trajo consigo una revivificación de la figura de la monja carmelita así como de sus escritos y su labor reformadora. En el apartado artístico fueron numerosos los pintores y escultores que reprodujeron su efigie con motivo de la alta demanda por parte de los fieles, deseosos de contar con una imagen de la santa en sus iglesias para poder venerarla. Es probable que Santa Teresa sea una de las religiosas más representadas en la historia del arte (sobre todo en el barroco) al tiempo que es una de las que más variantes artísticas ofrece, encajando su personalidad perfectamente en el arte del siglo xvii. Las ideas de la santa se ajustaban a su vez a aquellas que inspiraban a artistas de la talla de Gian Lorenzo Bernini, cuya obra cumbre es el grupo Éxtasis de Santa Teresa (1647-1652), constituyendo sus momentos de fantasía mística y trance espiritual el arquetipo de la temática religiosa de entonces. El taller de Gregorio Fernández produjo las tallas de mayor calidad de la santa abulense, con el maestro como el mejor escultor al momento de plasmar el misticismo de la religiosa, siendo las dos obras más insignes de este apartado según Juan José Martín González la imagen de la Iglesia de Nuestra Señora del Carmen Extramuros (1614) y la talla del Museo Nacional de Escultura (c. 1624), las cuales sentaron las bases para las representaciones posteriores de otros artistas,: 365  si bien muchas de las características que definen este modelo fueron introducidas realmente en el grupo Santa Isabel y el Pobre (1621), custodiado en la iglesia del Convento de Santa Isabel de Valladolid.

### Juan Rodríguez de Carmona
Carmona fue el más importante de los maestros escultores que trabajaron en Ávila entre finales del siglo xvii y principios del xviii, existiendo la posibilidad de que fuese pariente de Juan Rodríguez, tallista vallisoletano que participó en la hechura de las puertas de la Catedral Nueva de Salamanca. Por un tiempo trabajó al servicio de la Catedral de Ávila, siendo nombrado escultor catedralicio en 1712. Son varias las obras que se conservan de este artista, entre las que sobresalen las tallas que elaboró para el retablo mayor de la Iglesia de San Pedro de Ávila, el tornavoz del púlpito de la Iglesia de San Nicolás, también en Ávila; los grandes ángeles ubicados en el retablo mayor de la Basílica de San Vicente, y varias esculturas de santos destinadas a la Iglesia de San Pedro Apóstol en San Pedro del Arroyo. Fiel seguidor del estilo de Fernández (poseía gran manejo de la gubia y obraba buenos pliegues), pudo ser el padre de otro entallador de idéntico nombre que desarrollaría su oficio en Ávila años después de Carmona.: 366 

### Talla deSanta Teresa
Ávila, tierra natal de Santa Teresa, es tal vez la zona que acumula más imágenes de la religiosa, con múltiples iglesias ornamentadas con figuras de la monja carmelita. Una de las más destacadas es la expuesta al culto en el templo donde fue bautizada, la Iglesia de San Juan, obra de Carmona en torno a 1682 (ya en 1971 Martín González situó acertadamente su hechura en el último tercio del siglo xvii). Se sabe que la imagen costó 210 reales que fueron pagados en dos plazos (el primer pago de 100 reales y el segundo de 110) gracias a las cuentas de fábrica de los años 1682-1723 (conservadas en el Archivo Diocesano de Ávila), ya que en los libros correspondientes al periodo 1682-1684 figura que se «da en datta cien reales de vellón pagados a Juan Rodríguez de Carmona vecino desta ciudad maestro de ensamblaje en virtud de libramiento de dicho cura que se le estaban deviendo de la echura de nuestra madre Theresa de Jesus que hizo para mas hornato de dicha iglesia que hizo por no aberla en dicha iglesia y necesitar de ella», mientras que en las cuentas de los años 1684-1686 consta que «se le pasan en quenta 110 reales que por libranza del cura a pagado a Juan de Carmona vecino desta ciudad maestro de ensamblaje para acavar de pagar la echura de una imagen de nuestra Santa Madre Theresa de Jesus que se hizo para dicha iglesia que tubo de costa 210 reales».: 365–366 

## Descripción

### Talla
Descrita por Martín González como una «preciosa escultura»: 75  y considerada por el Doctor en Geografía e Historia Francisco Vázquez García como una de las imágenes más bellas de Ávila en base a su calidad artística, empaque y compostura,: 367  Carmona logró plasmar a Santa Teresa de manera acertada. La talla, a tamaño natural, está realizada en madera de pino y figura en contrapposto al tener la pierna derecha ligeramente flexionada, con lo que el peso recae en la pierna izquierda. La cabeza posee una leve inclinación y exhibe un rostro con buena encarnadura y dotado de brillo en el que resaltan unos pómulos muy marcados. La forma de la cara es redondeada, aspecto típico en la imaginería que Fernández creó para Ávila, siendo la nariz recta con muy buena trazada y la boca, entreabierta, de pequeño tamaño en la que se dibuja tímidamente una sonrisa de arrobamiento. La mirada, cargada de gran misticismo (aunque no tanto como en la obra de Bernini), está elevada y aporta iluminación al rostro gracias a la expresividad y viveza de los ojos, mientras que las manos, de notable belleza y muy femeninas, sostienen con elegancia una pluma la derecha y un libro la izquierda como si de un atril se tratase. La religiosa viste el hábito marrón del Carmelo, plagado de filigranas geométricas a base de finas líneas blancas a pincel. El escapulario posee una orla policromada con espirales mientras que el interior se halla ornamentado con los mismos adornos que el hábito. Por su parte, la capa es de color blanco y luce estampado y cenefa al igual que el escapulario, destacando un velo negro cubriendo la cabeza. Respecto al plegado, las dobleces de los paños son verticales y de poco volumen tanto en el hábito como en el escapulario, siendo onduladas en las mangas y con muy poco relieve, mientras que en la capa poseen gran movimiento e irregularidad, sobre todo en la sección presente bajo el brazo izquierdo. Tal y como afirma Martín González, en la imagen de Carmona no se aprecian las quebraduras propias de la escuela de Fernández, lo que acelera el movimiento,: 75  destacando los estofados por la particularidad de encuadrarse en el barroquismo puro, con los dibujos de los paños de un perfil marcadamente irregular; el interior de las formas es punteado mientras que el espacio existente entre las figuras está rayado, predominando tonos rojos y azules a punta de pincel en las orlas.: 366 

### Retablo
La imagen de Santa Teresa se halla presidiendo un retablo emplazado en el lado de la epístola de la nave principal. Está fechado a finales del siglo xvii tal y como consta en una inscripción ubicada en la zona superior del banco, no siendo legible la parte central de la leyenda a causa de la reforma efectuada a finales del siglo xviii para colocar la imagen de Carmona: «Diola de limosna [...] desta ciudad 1680». La reforma se llevó a cabo debido a que el retablo estuvo destinado originalmente a albergar un cuadro en la caja principal; tras optarse por instalar allí la talla de Santa Teresa se hizo necesario colocar una hornacina y una ménsula para poder cobijar la escultura, encargándose la obra al maestro abulense Lorenzo Galván tal y como figura en los libros de cuentas correspondientes al periodo 1773-1783, donde se halla una partida de 1800 reales «del coste del Asamblaje, talla, dorado y asiento de Sta. Theresa en su retablo consta de tres recibos». La estructura es de pequeñas dimensiones y cuenta con banco, dos cuerpos de una sola calle y ático. En el banco destacan pequeñas pinturas flanqueadas por dos cartelas en los extremos, mientras que el primer cuerpo exhibe a los lados columnas salomónicas decoradas con sarmientos, todo ello presidido por la imagen de la santa en una hornacina de medio punto. El segundo cuerpo, igual de ancho que el primero, contiene un nicho enmarcado a ambos lados por machones festoneados y presidido por la figura de un santo obispo, consistiendo el ático en una pequeña caja situada entre arbotantes avolutados y formas piramidales ornamentadas con esferas, donde recibe culto un cuadro de la Virgen.: 367 
Este retablo resulta idéntico a otro dedicado a Santiago y emplazado frente a él, en el cual se puede leer la siguiente leyenda: «Diole de limosna Agustín de Santiago Tesorero de alcabala y Zientos y su partido año 1681». La proximidad de la fecha de este retablo con la presente en el de Santa Teresa hace factible que Agustín de Santiago fuese también el benefactor de este último. El retablo de Santiago no experimentó cambio alguno ni a nivel estructural ni tampoco en la imaginería que contiene, mostrando como principal ornamento un lienzo del apóstol obra de Antonio van de Pere.: 367 : 711 